# Acacia umbellifera
Acacia umbellifera é uma espécie de leguminosa do gênero Acacia, pertencente à família Fabaceae.